# Wax
Wax – brytyjski zespół muzyczny z lat 80., w którego skład wchodzili Andrew Gold i Graham Gouldman (basista grupy 10cc).
Zespół był głównie znany z utworów Bridge To Your Heart i Right Between The Eyes.

## Dyskografia

### Single
- Ball And Chain (1985)
- Shadows Of Love (1986)
- Right Between The Eyes (1986)
- In Some Other World (1986)
- Bridge To Your Heart (1987)
- American English (1987)
- Anchors Aweigh (1987)

### Albumy
- Magnetic Heaven (1986)
- American English (1987)
- 100,000 In Fresh Notes (1988)